# Попов, Николай Егорович
Николай Егорович Попов (1837—1870) — русский учёный-лесовод.

## Биография
Родился в Санкт-Петербурге в 1837 году в семье губернского секретаря. По окончании курса в Ларинской гимназии в 1854 году поступил в Санкт-Петербургский университет, который в 1858 году окончил со степенью кандидата естественных наук. В это время при Санкт-Петербургском лесном и межевом институте были открыты специальные лесоводственные курсы, для лиц, уже окончивших курс в университете. В числе немногих лиц слушавших курс в 1859—1860 гг. он получил чин поручика корпуса лесничих. В 1861 и 1862 годах он изучал лесное дело за границей и, по возвращении в Петербург, стал преподавать в 1863 году ботанику и лесные науки в Лисинском лесном училище, а затем (1863—1865 гг.) читал лесную технологию и занимался лесоводственной практикой в только что открытой в Петербурге Лесной академии. В 1866 году в течение 8 месяцев находился по направлению Лесного департамента в командировке в Крыму.
Ещё во время слушания курса лесоводства Н. Е. Попов участвовал в составлении, под редакцией Н. В. Шелгунова, книги: «Порядок управления казенными лесами» (СПб. 1860). В 1868 году Попов был назначен экстраординарным профессором Петровской земледельческой и лесной академии в Москве, по кафедре лесоводства. Однако вскоре, 7 (19) августа 1870 года, он умер, оставив неизданным капитальный труд, удостоенный премии от учёного комитета Министерства государственных имуществ: «Лесная технология. Руководство к механической и химической обработке дерева»"; после смерти автора труд этот был издан в 1871 году, под редакцией и с предисловием Н. Зобова. При многих недостатках этого сочинения, оно было в то время лучшим на русском языке учебником лесной технологии. Кроме того, Н. Е. Попову принадлежит подробный очерк русского лесоводства на французском языке, напечатанный в 1864 году в «Revue des eaux et forêts».